# باد موسكاو
باد موسكاو (بالألمانية: Bad Muskau) هي بلدة ألمانية تقع في ألمانيا في ساكسونيا. يقدر عدد سكانها بـ 4,029 نسمة .

## أعلام
- ليوبولد شيفر
- توني ريتر
- روني أرندت
- روبرت بيرغر